# Stanisław Madeyski
Stanisław Jerzy Madeyski h. Poraj (ur. 24 kwietnia 1841 w Sieniawie, zm. 19 czerwca 1910 w Lussingrande) – prawnik, rektor Uniwersytetu Jagiellońskiego, poseł do Sejmu Krajowego Galicji V, VI i VII kadencji (1882–1901), poseł do Rady Państwa VI, VII, VIII i IX kadencji, członek Izby Panów.

## Życiorys
Urodził się w rodzinie Michała Stanisława Madeyskiego h. Poraj (1802–1871) i Józefy ze Stechlińskich (1812–1887). W latach 1889–1890 dziekan Wydziału Prawa UJ, w latach 1892–1893 rektor. Wybrany do Sejmu Krajowego z I kurii, z okręgu wyborczego Kraków. Od 1879 poseł do wiedeńskiej Rady Państwa. W latach 1893–1895 minister wyznań i oświaty w rządzie Alfreda Windischgrätza. Jako poseł zajmował się opracowaniem prawnego modelu stosunków narodowościowych. W 1898 otrzymał tytuł radcy, był najwybitniejszym znawcą problematyki ochrony praw do zachowania własnej narodowości i języka w austriackim konstytucjonalizmie. Obrońca praw narodowych słowiańskich ludów monarchii. Publikował prace w języku niemieckim z zakresu orzecznictwa Trybunału Państwa. Doceniany przez historiografię austriacką w monograficznych opracowaniach dotyczących stanu prawnego monarchii austro-węgierskiej.
9 stycznia 1867 ożenił się z Konstancją Ewą Wiktorią z Kozubowskich h. Mora (1844–1922), z którą byli rodzicami: Zofii (ur. 1867), Ewy (1868–1868), Jerzego Wiktora, Marii (1874–1874) i Roberta (1879–1951).
Zmarł w Lussingrande. Pochowany na Cmentarzu Salwatorskim w Krakowie (kwatera SC4-7-5).

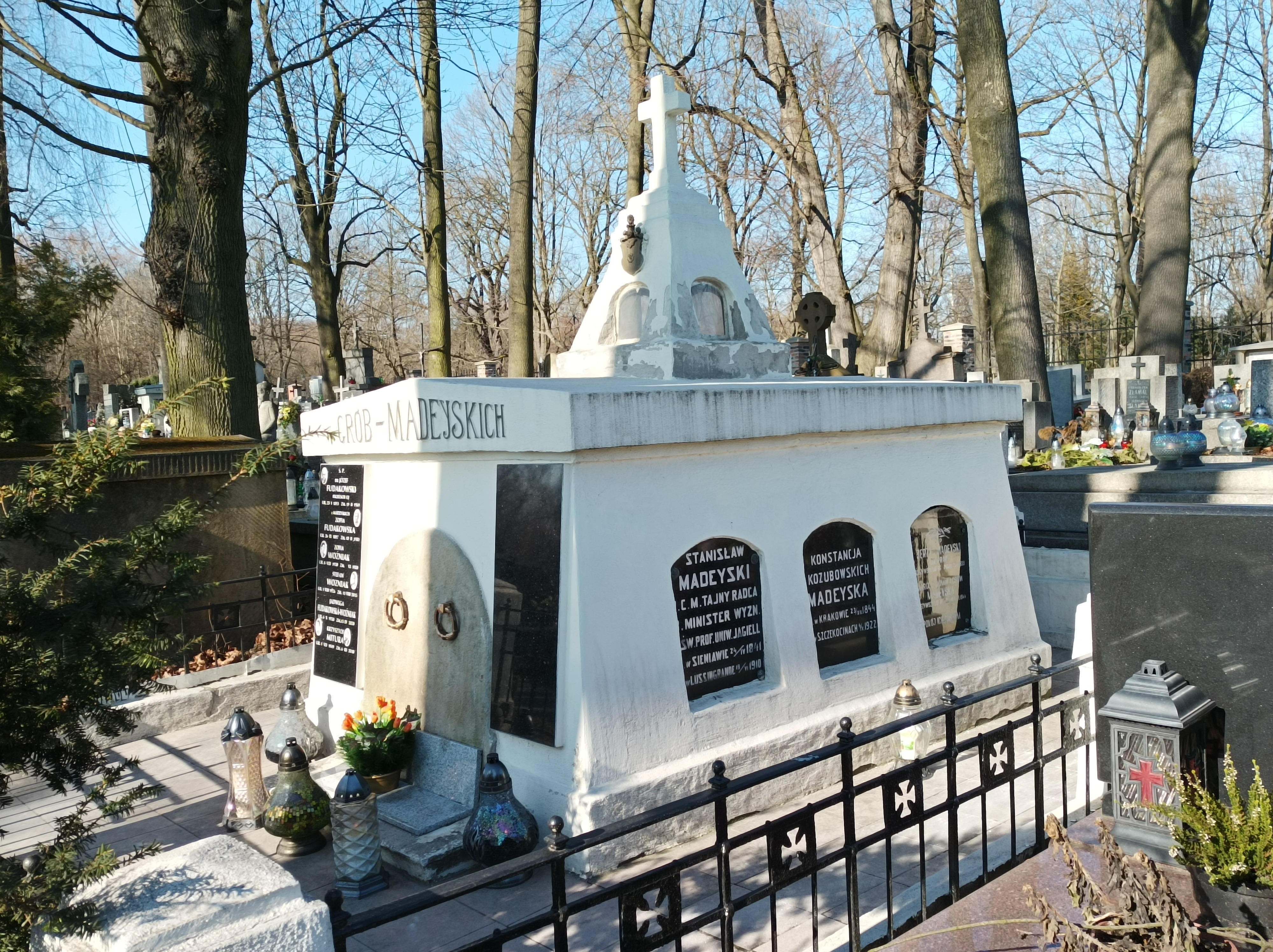
Grób Stanisława Madeyskiego na cmentarzu Salwatorskim w Krakowie